# Bandera de Vall-llobrega
La bandera oficial de Vall-llobrega té la següent descripció:
| « | Bandera apaïsada de proporcions dos d'alt per tres de llarg, dividida en dues faixes iguals, verda la superior i blava la inferior. Al mig la faixa de color groc. | » |
| — | |   |

## Història
Va ser publicada en el DOGC el 14 de febrer del 1994.